# ジャミル・アサド
- ジャミル・アサド
- ジャミール・アサード

ジャミル・ロドリゴ・アサド（Yamil Rodrigo Asad、1994年7月27日 - ）は、アルゼンチン出身のサッカー選手。FCシンシナティ所属。ポジションはMF。

## クラブ経歴
CAベレス・サルスフィエルドの下部組織出身。2012-13シーズン最終節のCAコロン戦でトップチームデビューを果たした。
2017年1月11日、メジャーリーグサッカーのアトランタ・ユナイテッドFCにレンタル移籍。
2018年2月、CAベレス・サルスフィエルド、アトランタ・ユナイテッドFC、D.C. ユナイテッドの3クラブ間で取引が行われた。この取引で D.C. ユナイテッドは一般的配分金30万ドル、ターゲット分配金20万ドルをアトランタ・ユナイテッドFCに送り、CAベレス・サルスフィエルドとは70万ドルでの買取オプション付きレンタル契約を交わした。2018年シーズン終了後、D.C. ユナイテッドは買取オプションの行使を希望したが、交渉がまとまらず、2019年1月付でCAベレス・サルスフィエルドに復帰した。
2019年9月17日、2020年シーズンよりD.C. ユナイテッドに完全移籍することが発表された。

## 人物
父親は元サッカー選手のオマール・アサード。

## タイトル

### クラブ
CAベレス・サルスフィエルド
- スーペルコパ・アルヘンティーナ (1): 2013